# Хуньяди, Ласло
 Ласло Хуньяди (Владислав Хуньяди) (венг. Hunyadi László, рум. Ladislau Huniade, серб. Ладислав Хуњади; 1431 — 16 марта 1457) — венгерский государственный и военный деятель. Бан Хорватии и Далмации (1453), шталмейстер (1456—1457), ишпан Пожони (1452), Тимишоары (1456—1457) и Тренчина (1456—1457).

## Биография
Представитель знатного венгерского рода Хуньяди. Старший из двух сыновей Яноша Хуньяди (1387—1456), воеводы Трансильвании и регента Венгерского королевства, и Эржебеты Силадьи (ок. 1410—1483). Старший брат Матьяша Хуньяди (1443—1490), будущего короля Венгрии (1458—1490).
С самого раннего возраста Ласло сопровождал своего отца в военных походах. После битвы на Косовом поле (1448) он остался на некоторое время в качестве заложника при дворе сербского деспота Георгия Бранковича. В 1452 году ишпан Пожони Ласло Хуньяди был членом венгерской делегации, которая отправилась в Вену, чтобы просить возвращения в Венгрию короля Ладислава Постума. В 1453 году он получил должность бана Хорватии и Далмации. В 1455 году на сословном собрании в Буде Ласло Хуньяди отказался от всех своих титулов из-за обвинений графа Ульриха Цилли и других врагов дома Хуньяди. В конце концов их спор был урегулирован, а Ласло был обручен с Марией, дочерью палатина Венгрии Ласло Гараи.
После смерти Яноша Хуньяди в 1456 году Ласло Хуньяди был объявлен своим врагом Ульрихом Цилли (капитан-генералом Венгрии) ответственным за долги, которые якобы был должен его покойный отец государству. В октябре 1456 года на сословном собрании в Футоге Ласло Хуньяди смог успешно защитился от всех обвинений, из-за чего Ульрих Цилли вынужден был притворно согласиться на примирение, обещая защитить Ласло Хуньяди при условии, он сдаст все королевские замки, которые он занимает. Вначале Ласло должен был сдать крепость Нандорфехервар (сейчас — Белград) в Сербии, где он был комендантом. Туда прибыл король Ладислав Постум и регент королевства Ульрих Цилли. 9 ноября 1456 года при невыясненных обстоятельствах люди Ласло Хуньяди в Нандорфехерваре убили Ульриха Цилли в присутствии самого короля. В том же году Ласло Хуньяди получил должность королевского шталмейстера.
Молодой венгерский король Ладислав Постум вынужден был дать обещание помиловать Ласло Хуньяди и в последующей беседе с его матерью в Тимишоаре поклялся, что он будет защищать всю семью Хуньяди. Король назначил Ласло Хуньяди лордом-казначеем и капитан-генералом королевства. Ничего не подозревая, Ласло сопровождал короля в Буду. Но по прибытии в столицу он был арестован по обвинению в заговоре против короля, приговорен к смертной казни и обезглавлен 16 марта 1457 года.
Он является главным героем популярной венгерской оперы Ференца Эркеля «Ласло Хуньяди».